# Klasmann-Deilmann
Klasmann-Deilmann ist eine Unternehmensgruppe im Bereich der Produktion und des Vertriebs von Kultursubstraten für den Produktionsgartenbau mit Sitz in Geeste im Emsland. Die Geschäftstätigkeit der Klasmann-Deilmann-Gruppe umfasst die Gewinnung von Torfrohstoffen, die Entwicklung und die Produktion von Kultursubstraten, Kompostkultursubstraten, Biosubstraten und Blumenerden sowie deren Vertrieb (Produktionsmengen 2016: 3,549 Mio. m³). Darüber hinaus ist das Unternehmen vor allem in den baltischen Staaten im Bereich der Erneuerbaren Energien und Nachwachsenden Rohstoffe aktiv.

## Geschichte

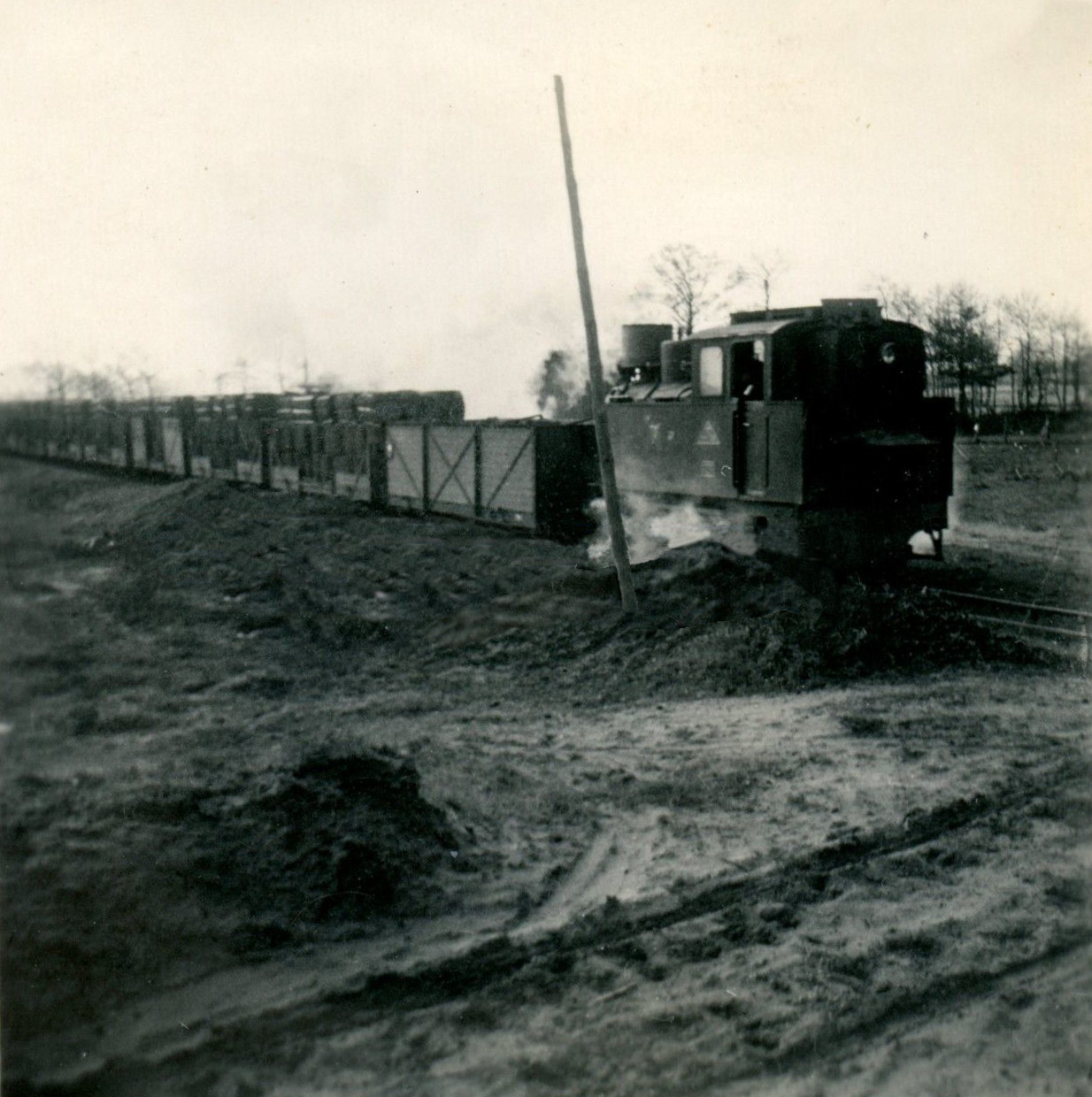
Klasmann Lok 13’, Borsig-Dampflok 11858/1925, ursprünglich Bauart C 1h2’t, aber 1930 umgebaut in C h2’t, 80 PS Leistung, 16 Tonnen Gewicht, 900 mm Spurweite

Das Unternehmen ging 1990 aus der Fusion der Klasmann Werke GmbH und der Torfbetriebe der C. Deilmann AG hervor.
1913 gründete Georg Klasmann das Heseper Torfwerk, das 1971 in Klasmann Werke umbenannt wurde. Die C. Deilmann AG begann 1920 mit der Produktion von Torf. Klasmann stellte in den ersten Jahrzehnten hauptsächlich Brenntorf her und errichtete in den 1920er Jahren ein eigenes Torfkraftwerk. Die damit verbundene industrielle Torfgewinnung führte dazu, dass Klasmann Maschinen zum Torfabbau fertigte und international vertrieb. Ab den späten 1950er Jahren konzentrierten sich Klasmann und Deilmann mehr und mehr auf die Produktion von Kultursubstraten für den Produktionsgartenbau und begannen 1974 mit der Entwicklung schwarztorfbasierter Kultursubstrate. In den 1970er Jahren entstanden mit Klasmann Benelux, Klasmann France und Neuhaus Italia die ersten Vertriebsgesellschaften im Ausland.
Nach der Fusion zur Klasmann-Deilmann GmbH 1990 wurden  Rohstoffreserven in Deutschland ausgebaut sowie umfangreiche Ressourcen in Irland, Lettland und Litauen erworben. In Deutschland, Irland und Litauen sowie in den Niederlanden investierte das Unternehmen in Substratfabriken. Gleichzeitig gründete Klasmann-Deilmann Tochtergesellschaften in weiteren europäischen Ländern sowie in Asien und Amerika, um dort präsent zu sein.

## Tochtergesellschaften und Betriebsstätten

### Geschäftsfelder
- Entwicklung, Produktion und Vertrieb: Torfkultursubstrate für den Produktionsgartenbau sowie Blumen- und Pflanzerden für Endverbraucher
- Gewinnung und Produktion von Substratausgangsstoffen: Weißtorf, Schwarztorf, Holzfasern, Grünkompost, Kokosprodukte
- Rohstoffhandel: Torfrohstoffe und andere Substratausgangsstoffe
- Erneuerbare Energien und Nachwachsende Rohstoffe: Biomasse aus der Bewirtschaftung von Kurzumtriebsplantagen, Holz, Holzhackschnitzel, Holzhackschnitzelheizungen

### Produktionsgesellschaften
- Klasmann-Deilmann Produktionsgesellschaft Nord mbH & Co. KG (Deutschland)
- Klasmann-Deilmann Produktionsgesellschaft Süd mbH & Co. KG (Deutschland)
- Schwegermoor GmbH (Deutschland)
- Bol Peat GmbH (Deutschland)
- Klasmann-Deilmann Ireland Ltd. (Irland)
- Klasmann-Deilmann Latvia SIA (Lettland)
- Klasmann-Deilmann Potgrondcentrum B.V. (Niederlande)
- Klasmann-Deilmann Belgium N.V. (Belgien)
- UAB Klasmann-Deilmann Ezerelis (Litauen)
- UAB Klasmann-Deilmann Silute (Litauen)
- UAB Klasmann-Deilmann Laukesa (Litauen)[1]

### Vertriebsgesellschaften
- Klasmann-Deilmann Asia Pacific Pte. Ltd. (Singapur)
- Klasmann-Deilmann Europe GmbH (Deutschland)
- Klasmann-Deilmann Benelux B.V. (Niederlande)
- Klasmann-Deilmann Belgium N.V. (Belgien)
- Klasmann-Deilmann France S.a.r.l. (Frankreich)
- Klasmann-Deilmann Italia S.R.L. (Italien)
- Klasmann-Deilmann Austria GmbH (Österreich)
- Klasmann-Deilmann Americas Inc. (USA)
- Klasmann-Deilmann Polska Sp. z. o. o. (Polen)
- Klasmann-Deilmann China Co., Ltd (Shanghai)
- Deutsche Komposthandelsgesellschaft mbH (Deutschland)
- UAB Klasmann-Deilmann Bioenergy (Litauen)[1]

#### Produktionsmengen
- 3.549.000 m³ Kultursubstrate und Blumenerden, davon:
- 162.000 m³ Holzfasern
- 101.000 m³ Grünkompost

## Marken
Wesentliche eingetragene Marken sind „Klasmann-Deilmann“ und „Neuhaus“ (Torfkultursubstrate für den Produktionsgartenbau), „Florabella“ (Blumen- und Pflanzerden für den Endverbraucher) und „TerrAktiv“ (Grünkompost).